# Svoboda (Štěpánkovice)
Svoboda (německy Swoboda, polsky Swoboda) je vesnice, část obce Štěpánkovice v okrese Opava. Nachází se asi 2,5 km na severozápad od Štěpánkovic. V roce 2009 zde bylo evidováno 57 adres. V roce 2001 zde trvale žilo 165 obyvatel.
Svoboda leží v katastrálním území Štěpánkovice o výměře 12,53 km².

## Historie
Svoboda byla založena v roce 1815. První budovou na místě dnešní Svobody byl statek rodiny Halfarů, nacházející se na levé straně cesty vedoucí z Ratiboře do Opavy. Později zde vyrostly další zemědělské usedlosti.[zdroj?]
V roce 1845 již byla Svoboda osadou, nacházel se zde hostinec Swoboda a několik domů. V roce 1871 se Svoboda stala částí obce Štěpánkovice.
V roce 1929 byla v osadě otevřena malotřídní škola.[zdroj?] V 50. letech byl na Svobodě vybudován obchod s potravinami a také hasičská zbrojnice. V 70. letech zde bylo zřízeno malé JZD.[zdroj?]